# Jucu
Jucu (ungarisch Zsuk) ist eine Gemeinde im Kreis Cluj in der Region Siebenbürgen in Rumänien. Die Gemeinde besteht aus fünf Dörfern; Gemeindesitz ist Jucu de Sus (ungarisch Felsőzsuk oder Oláhzsuk), welcher seit 1968 mit Jucu de Jos vereint ist.

## Geographische Lage

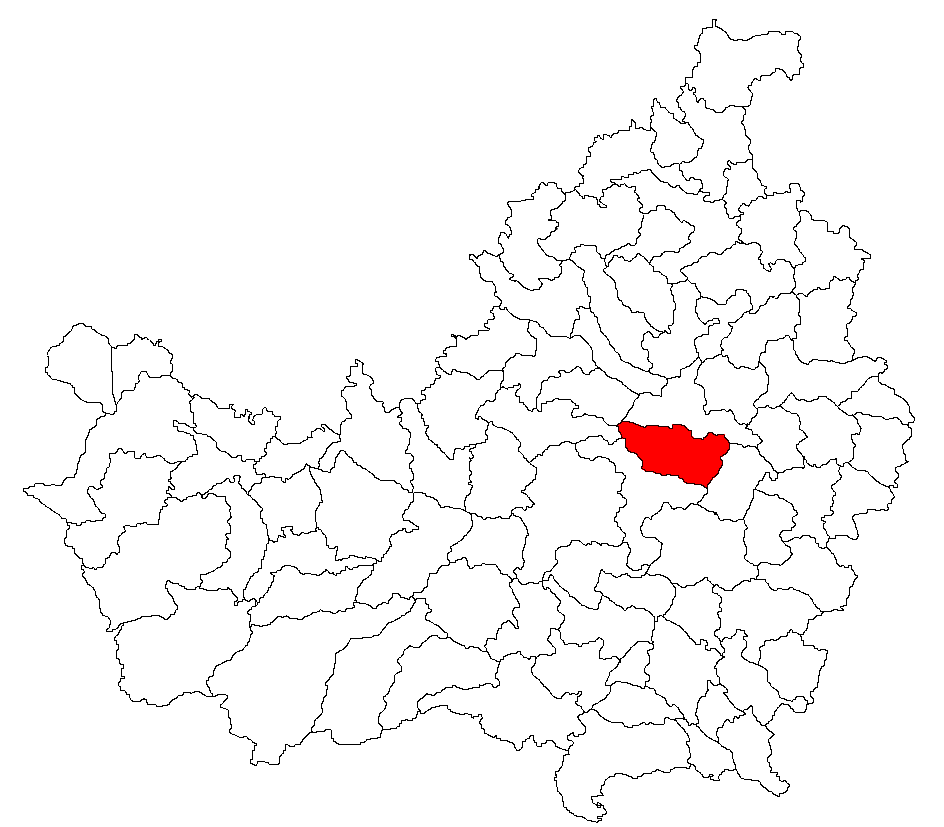
Lage der Gemeinde Jucu im Kreis Cluj

Im Zentrum des Kreises Cluj befindet sich die Gemeinde am Someșul Mic (Kleiner Somesch) – einem Quellfluss des Someș –, im Westen des Siebenbürgischen Beckens. Im historischen Stuhlbezirk Mocs (heute Mociu) des Klausenburger Komitats, an der Bahnstrecke Apahida–Dej und der Europastraße 576 liegt die Gemeinde etwa 18 Kilometer nördlich der Kreishauptstadt Cluj-Napoca (Klausenburg); die Kleinstadt Gherla befindet sich ca. 25 Kilometer nördlich von Jucu entfernt.

## Geschichte
Der Ort Jucu de Sus wurde erstmals 1325 urkundlich erwähnt. Auf Grund von archäologischen Funden auf dem Areal von Jucu de Sus (ein Grab in der Nähe des Bahnhofes) ist nach Angaben von I. Marţian die Geschichte der Besiedlung der Region jedoch bis in die Jungsteinzeit oder Bronzezeit zurückzudatieren. Auf dem Gebiet der Gemeinde wurden nach Angaben von Endre Orosz, Márton Roska, Gábor Finály u. a. weitere zahlreiche archäologische Funde gemacht, darunter auch Obsidian und Feuerstein der Jungsteinzeit.
Im Mittelalter war der Ort ein ungarisches Dorf. Seit etwa 1660 ist der Ort Jucu de Sus von mehrheitlich rumänischer Bevölkerung besiedelt. Der Großgrundbesitzer László Suky (1741–1791) stiftete die unitarische Kirche des Dorfes. Die Adelsfamilie Suky war eine der einflussreichsten und wohlhabendsten in Siebenbürgen.

## Einwohnerentwicklung
Nachfolgend die Einwohnerentwicklung der Gemeinde:
Die höchste Anzahl der Rumänen (5027) wurde 1956, die der Ungarn (983) 1941, die der Deutschen (29) – 14 davon in Gădălin – 1900 und die der Roma (109) 1850 gezählt. Darüber hinaus bezeichnete sich 1890 ein Einwohner, 1941 fünf als Ukrainer und einer als Slowake. 2002 lebten in der Gemeinde Jucu de Sus noch 4086 Menschen, davon waren 3524 Rumänen, 516 Ungarn, ein Deutscher, 43 Roma und zwei andere.

## Wirtschaft

### Nokia in Jucu
Im Sommer 2007 wurde mit der Schaffung eines Industriegebietes begonnen, in welches der rumänische Staat etwa 33 Millionen Euro investierte. Der Handyhersteller Nokia nahm hier im Februar 2008 seine Produktion auf. Von den 159 Hektar des Industriegebiets nutzt Nokia 90 Hektar. Die Produktionsstätte Nokia-Werk Cluj ersetzte das zur Schließung vorgesehene Nokia-Werk Bochum. Der Leiter des Werkes in Jucu John Gerry sagte aber, dass der zeitliche Zusammenfall nur zufällig wäre und in Jucu vor allem Handys für den osteuropäischen Markt produziert würden.
Im Zuge der Entstehung des Industrieparks und damit zusammenhängender Bodenspekulationen wurde im Jahre 2007 der Bürgermeister Petre Coste wegen Korruptionsvorwürfen suspendiert und verhaftet.
Nokia gab im September 2011 bekannt, dass der Standort in Rumänien zum Jahresende 2011 geschlossen wird.

### Rundfunksender
In Jucu befindet sich ein Mittelwellensender des rumänischen Rundfunks. Er strahlt auf der Frequenz 909 kHz das vierte Programm mit 200 kW Sendeleistung aus und verwendet als Sendeantenne einen 165 Meter hohen Sendemast.
Daneben wird noch ein zweiter Sender mit 950 kW auf 1152 kHz betrieben. Hierfür existieren zwei weitere Sendemasten (46° 52′ N, 23° 49′ O).

## Persönlichkeiten
- George Bariț (1812–1893), Historiker, Journalist und Gründer der ersten rumänischsprachigen Presse in Siebenbürgen.